# Flughafen Assis

i7
i11
i13
Der Staatsflughafen Assis–Marcelo Pires Halzhausen (portugiesisch Aeroporto Estadual de Assis–Marcelo Pires Halzhausen, IATA-Code: AIF, ICAO-Code: SNAX) ist der Flughafen der Stadt Assis im brasilianischen Bundesstaat Sao Paulo.
Der Flughafen wird von ASP betrieben.

## Geschichte
Der Flughafen wurde 1967 eröffnet.
Am 15. Juli 2021 gewann das Konsortium Aeroportos Paulista (ASP) eine Konzession zum Betrieb des Flughafens für 30 Jahre.

## Fluggesellschaften und Ziele
Derzeit (2023) werden keine Linienflüge von oder nach Assis angeboten.

## Verkehrszahlen
Im Jahr 2019 verzeichnete der Flughafen 1860 Flugbewegungen. Dabei wurden 1649 Passagiere befördert.